# Centimetro cubo
Il centimetro cubo (cm³) è un'unità volumetrica del Sistema Internazionale (SI), equivalente al volume di un cubo con lato di 1 centimetro. È stato l'unità volumetrica di base del sistema CGS (centimetro-grammo-secondo). Possiede multipli e sottomultipli di esponente 3, tra cui il metro cubo.
In unità del SI:
1 cm³ = 10−6 metro cubo = 1 millilitro (mL)
L'abbreviazione cc non è parte del SI, ma comune in molti contesti in lingua inglese, particolarmente negli Stati Uniti e in medicina. È anche usata comunemente per indicare la capienza cilindrica dei motori. In Europa si usa anche ccm.